# Cephalodynerus longissimus
Cephalodynerus longissimus är en stekelart som beskrevs av Gusenleitner 1995. Cephalodynerus longissimus ingår i släktet Cephalodynerus och familjen Eumenidae. Inga underarter finns listade.